# Saving 80,000 Gold in Another World for My Retirement
Saving 80,000 Gold in Another World for My Retirement (老後に備えて異世界で８万枚の金貨を貯めます?, Rōgo ni sonaete isekai de 8-man-mai no kinka o tamemasu) è una serie di light novel scritta e disegnata da FUNA. La serie, in precedenza distribuita sul sito web Shōsetsuka ni Narō il 2 novembre 2015, iniziò ad essere pubblicata in volumi tankobon sulla rivista Kodansha Ranobe Books dalla casa editrice Kodansha dal 29 giugno 2017. È stato creato un adattamento manga, scritto pure da FUNA e disegnato da Keisuke Motoe, che iniziò la serializzazione sul sito Suiyōbi no Sirius sempre appartenente alla casa editrice Kodansha dal 14 giugno 2017. Un adattamento anime, prodotto da Felix Film, è andato in onda dall'8 gennaio fino al 26 marzo 2023.

## Trama
Dopo che una ragazza di 18 anni, chiamata Mitsuha Yamano, ha perso la sua famiglia in un incidente, un giorno cade da una scogliera. Durante la caduta finisce in un mondo medievale ove scopre di avere un'abilità molto speciale, cioè quella di andare e venire tra la Terra e questo nuovo mondo. Mitsuha decide di usare questa abilità il più possibile per risparmiare per la pensione mirando ad accantonare ottantamila monete d'oro.

## Personaggi
Mitsuha Yamano (山野 光波?, Yamano Mitsuha)
Doppiata da: Rika Nagae
Mitsuha è la protagonista della serie. Una giovane diplomata che ha perso i genitori e l'amato fratello maggiore in un incidente. Dopo essere stata spinta giù da un dirupo, scopre di aver accidentalmente acquisito la capacità di viaggiare tra due mondi, la capacità di comprendere e parlare la lingua del mondo alternativo e vaste capacità rigenerative da un'entità interdimensionale. Può anche portare con sé oggetti e altre persone a piacimento. Usando questo nuovo vantaggio, inizia a importare oggetti moderni dalla Terra per farsi strada nell'altro mondo e guadagnare i propri fondi pensionistici. Apre anche un negozio per servire i residenti dell'altro mondo. Nell'altro mondo, afferma di essere una nobile di nome Mitsuha von Yamano e di essere fuggita dal suo paese d'origine a causa di una crisi di successione. È una buona amica di Colette e Sabine. La maggior parte delle persone nell'altro mondo la chiamano la "Messaggera del Fulmine", cosa che non le piace. Alla fine della serie viene nominata viscontessa e ottiene la proprietà di un feudo.
Colette (コレット?, Koretto)
Doppiata da: Rika Tachibana
Colette è una giovane ragazza del mondo medievale. Vive con i suoi genitori e ha scoperto Mitsuha quando è arrivata nel suo mondo e l'ha aiutata. Colette è una ragazza minuta con i capelli argentati lunghi fino alle spalle e gli occhi azzurri. Si veste con un abito semplice, calze e scarpe. É una persona innocente e vivace ma è abbastanza forte per le sue dimensioni.
Sabine (サビーネ?, Sabīne)
Doppiata da: Jun Fukuyama
Sabine viene considerata la terza principessa del mondo medievale. É una ragazza minuta, con capelli e occhi lunghi e chiari. Si veste con un abito e scarpe di colore chiaro.
Takeshi Yamano (⼭野 剛史?, Yamano Takeshi)
Doppiato da: Ruriko Aoki
Takeshi è stato il fratello maggiore di Mitsuha che morì a causa di un incidente d'auto. Takeshi aveva i capelli neri corti e spettinati. Indossava occhiali, una camicia a quadri a righe gialle e rosse su una maglietta bianca, una cintura marrone, jeans blu e scarpe bianche.
Tobias (トビアス?, Tobiasu)
Doppiato da: Kenyu Horiuchi
Tobias è il padre di Colette.

## Media

### Light novel
La serie, scritta e disegnata da FUNA, venne pubblicata in precedenza sul sito di romanzi Shōsetsuka ni narō il 2 novembre 2015. Poi, la serie venne acquistata dalla casa editrice Kōdansha che pubblico il primo volume il 29 giugno 2017 sulla rivista Kodansha Ranobe Books. Qui i disegni sono stati creati da Tōzai. Al 2 agosto 2022, sono stati pubblicati un totale di 7 volumi.

#### Volumi[1]
| Nº | Data di prima pubblicazione | Data di prima pubblicazione | Data di prima pubblicazione |
| Nº | Giapponese                  | Giapponese                  |                             |
| -- | --------------------------- | --------------------------- | --------------------------- |
| 1  | 29 giugno 2017              | ISBN 978-4-06-365027-3      |                             |
| 2  | 1º dicembre 2017            | ISBN 978-4-06-365045-7      |                             |
| 3  | 2 maggio 2018               | ISBN 978-4-06-511899-3      |                             |
| 4  | 9 gennaio 2019              | ISBN 978-4-06-514550-0      |                             |
| 5  | 30 agosto 2019              | ISBN 978-4-06-517347-3      |                             |
| 6  | 2 luglio 2021               | ISBN 978-4-06-519781-3      |                             |
| 7  | 2 agosto 2022               | ISBN 978-4-06-528788-0      |                             |

### Manga
Il manga, scritto pure da FUNA e disegnato da Keisuke Motoe, è stato serializzato sul sito Suiyōbi no Sirius sempre della casa editrice Kodansha pubblicando il primo volume tankobon il 14 giugno 2017. Al 9 febbraio 2023, sono stati pubblicati un totale di 11 volumi.

#### Volumi[1]
| Nº | Data di prima pubblicazione | Data di prima pubblicazione | Data di prima pubblicazione |
| Nº | Giapponese                  | Giapponese                  |                             |
| -- | --------------------------- | --------------------------- | --------------------------- |
| 1  | 1º dicembre 2017            | ISBN 978-4-06-510503-0      |                             |
| 2  | 9 maggio 2018               | ISBN 978-4-06-511383-7      |                             |
| 3  | 9 gennaio 2019              | ISBN 978-4-06-514100-7      |                             |
| 4  | 9 maggio 2019               | ISBN 978-4-06-515415-1      |                             |
| 5  | 4 dicembre 2019             | ISBN 978-4-06-517801-0      |                             |
| 6  | 9 giugno 2020               | ISBN 978-4-06-519726-4      |                             |
| 7  | 9 dicembre 2020             | ISBN 978-4-06-521588-3      |                             |
| 8  | 9 giugno 2021               | ISBN 978-4-06-523515-7      |                             |
| 9  | 9 dicembre 2021             | ISBN 978-4-06-526108-8      |                             |
| 10 | 8 agosto 2022               | ISBN 978-4-06-528783-5      |                             |
| 11 | 9 febbraio 2023             | ISBN 978-4-06-530569-0      |                             |

### Anime
L'adattamento anime è stato annunciato il 26 luglio 2022. È prodotto da Felix Film e diretto da Hiroshi Tamada, con Akihiko Inari che si occupa delle sceneggiature e Yūki Fukuchi che disegna i personaggi. È andato in onda l'8 gennaio fino al 26 marzo 2023 sulle reti ABC, TV Asahi, BS11 e AT-X.  La sigla di apertura è "Hikatta Coin ga Shimesu Kata" (光ったコインが示す方?) di Kaori Maeda, mentre la sigla di chiusura è "Yappari Economy" (やっぱりエコノミー?) di YABI×YABI. In Italia, la serie venne trasmessa in versione sottotitolata su Crunchyroll, così come nel resto del mondo.

#### Episodi
| Nº | Titolo italiano Giapponese 「Kanji」 - Rōmaji                                                                               | In onda          | In onda |
| Nº | Titolo italiano Giapponese 「Kanji」 - Rōmaji                                                                               | Giapponese       |         |
| 1  | Mitsuha va in un altro mondo 「ミツハ、異世界に行く」 - Mitsuha, isekai ni iku                                              | 8 gennaio 2023   |         |
| 2  | Il regno delle ambizioni 「野望の王国」 - Yabō no ōkoku                                                                     | 15 gennaio 2023  |         |
| 3  | Mitsuha recita! 「ミツハ、演じる！」 - Mitsuha, enjiru!                                                                     | 22 gennaio 2023  |         |
| 4  | Emporio Mitsuha 「雑貨屋ミツハ」 - Zakkaya mitsuha                                                                          | 29 gennaio 2023  |         |
| 5  | Produrre una nobile signorina! 「お嬢様をプロデュース!」 - Ojōsama o purodeyūsu!                                            | 5 febbraio 2023  |         |
| 6  | Beatrice incantatrice 「おねだりベアトリスちゃん」 - Onedari Beatorisu-chan                                                 | 12 febbraio 2023 |         |
| 7  | La grande avventura di Mitsuha 「ミツハの大冒険」 - Mitsuha no daibōken                                                     | 19 febbraio 2023 |         |
| 8  | Mitsuha va al castello del re 「ミツハ、お城へ行く」 - Mitsuha, oshiro e iku                                                | 26 febbraio 2023 |         |
| 9  | L'insolita storia del Ristorante Paradiso 「楽園亭奇譚」 - Rakuentei kitan                                                  | 5 marzo 2023     |         |
| 10 | Allora guerra sia 「ならば戦争だ」 - Naraba sensō da                                                                        | 12 marzo 2023    |         |
| 11 | La principessa sciamana va a combattere 「姫巫女の出陣」 - Hime miko no shutsujin                                           | 19 marzo 2023    |         |
| 12 | Accumulare 80.000 monete d'oro in un altro mondo 「異世界で8万枚の金貨を貯めます」 - Isekai de 8-manmai no kinka o tamemasu | 26 marzo 2023    |         |